# Вельш, Пауль
Пауль Вельш (фр., нем. Paul Welsch; 26 июля 1889, Страсбург — 16 июня 1954, Париж) — французский и немецкий художник и график, по происхождению эльзасец.

## Жизнь и творчество
П. Вельш учился в Страсбурге, Ганновере и Париже, изучал право и политические науки в Страсбурге и Париже (1909—1911). Рисовать начал уже в юношеском возрасте, став учеником Эмиля Шнейдера, вместе с которым выставляет свои первые работы. С 1911 года он — студент у Мориса Дени в Париже. Именно Дени убедил молодого Вельша посвятить себя искусству. У Бернара Нудена Вельш совершенствует свои графику и рисунок. До 1914 года он учится в парижской академии Рансона, у М.Дени и Поля Серюзье. В это время Вельш много выставляется, в частности у «Общества французских художников» в мае 1913 года он презентирует серию гравюр по меди реалистического содержания. В годы Первой мировой войны художник был призван в германскую армию, воевал на Восточном фронте, был ранен и в декабре 1914 года отправлен на родину. В период с 1914 по 1919 год основной темой его творчества являются военные события.
В 1919 году П.Вельш, находившийся под творческим влиянием Сезанна, совместно с рядом других эльзасских художников создаёт художественную группу «Groupe de Mai» . Его местожительством становится Париж. Вплоть до 1934 года его «Майская группа» регулярно выставляется в салонах и галереях Парижа и Страсбурга. В 1920 году художник впервые занимается литературной иллюстрацией — книги А.Моруа «Граждане Вицхайма». В том же году он 8 месяцев проводит в Тунисе, где много рисует, а в 1921 году он впервые приезжает в Сен-Тропез, который впоследствии неоднократно посещает. К этому времени П.Вельш находится под влиянием творчества Матисса, А.Марке, А.Дерена. Многие работы его посвящены красочным пейзажам юга Франции. В 1922 году художник вступает в общество Осенних салонов и выставляется в Салоне Независимых, в следующем году — в салоне Тюильри. В его работах заметно выделяется «геометрическая композиция», которая начиная с 1924 года всё более вытесняется реалистическим направлением. В 1925 году художник выставляет в Салоне Незаписимых полотно «Сбор винограда на Капри» и создаёт две доски для эльзасского павильона на выставке декоративного искусства в Париже — «Вода» и «Земля».
Основными темами творчества П.Вельша были пейзажи Южной Франции и Парижа, виды Эльзаса, натюрморты и картины-ню. Весьма удачны и его женские портреты. В 1930-е годы он пишет полотна в присущем ему стиле «поэтического реализма». В 1931 году он иллюстрирует книжное издание, посвящённое французским колониям — в Африке и в Сирии; в мае-июне 1932 участвует в «колониальной неделе», создавая настенную живопись для неё. В 1937 году художник оформляет эльзасский павильон на Международной выставке искусства и техники.
С началом Второй мировой войны художник был призван офицером во французскую армию, в июне 1940 году был награждён за храбрость в боях за Лотарингию. В 1940—1941 году П.Вельш находился в немецком лагере для военнопленных. В лагере он создал множество рисунков и акварелей, выставленных позднее а Париже. Остаток военного времени Вельш провёл в Дордони, где писал полотна маслом преимужественно в любимых им серых тонах. В послевоенное время художник создаёт множество литографий, как цветных, так и чёрно-белых (выставлены в Осеннем салоне 1949). Занимался также иллюстрированием четырёх книг (последняя — «Добрая песня» (La bonne chanson, 1954) Поля Верлена.